# Флегматик
Флегматик (греч. φλέγμα [флегма] — мокрота, слизь) — один из четырёх типов темперамента в классификации Гиппократа.
Человека флегматического темперамента можно охарактеризовать как медлительного, спокойного, с устойчивыми стремлениями и более или менее постоянным настроением, со слабым внешним выражением душевных состояний. Флегматик отличается сильным, уравновешенным, инертным типом нервной системы. Такие люди имеют надёжную память и склонны принимать продуманные, взвешенные и нерискованные решения.
У флегматика преобладает спокойное, ровное настроение; его чувства и эмоции обычно отличаются постоянством. Флегматик трудно переключается с одного вида деятельности на другой и приспосабливается к новой обстановке. Характерно то, что новые формы поведения у флегматика вырабатываются медленно, но долго сохраняются. Он редко выходит из себя, не склонен к конфликтам; ему свойственны ровность, спокойствие, выдержка, иногда вялость, безразличие к окружающим, лень. Павлов относил данный тип темперамента к сильному типу.
При неблагоприятных условиях у флегматика может развиться вялость, бедность эмоций и склонность к выполнению однообразных привычных действий.
Флегматическим темпераментом обладали полководец Михаил Илларионович Кутузов и баснописец Иван Андреевич Крылов.